# Ландон, Шарль Поль
Шарль Поль Ландо́н (фр. Charles Paul Landon; 12 октября 1760 года, Нонан-лё-Пен — 5 марта 1826 года, Париж) — французский живописец, гравёр и историк искусства, ученик Ж.-Б. Реньо.

## Биография
Шарль Поль Ландон родился в Нонан-лё-Пене в 1760 году. Обучался в студии Жана-Батиста Реньо, где подружился с Робертом Лефевром. Получив в 1792 году большую премию от парижской академии художеств, отправился в Рим, где провел пять лет. Начал выставляться в 1795 году. Выставил три картины в Лувре. По возвращении в Париж, был придворным живописцем герцогини Беррийской и впоследствии членом-корреспондентом института и консерватором луврской картинной галереи.

## Творчество
Писал исторические сюжеты в псевдоклассическом духе Л. Давида, но преимущественно занимался изданием иллюстрированных сочинений о художественных коллекциях и выставках, составляя для них текст и помещая в них гравюры и собственные работы. Главные из этих изданий:
- «Annales du Musée de l'école moderne de beaux arts» (17 т., 1801—10);
- «Paysages et tableaux de genre du Musée Napoléon» (4 т.);
- «Annales du Musée, 2-me collection» (12 т.);
- «Vies et oeuvres des peintres les plus célèbres» (22 т., 1803—25);
- «Description de Paris etc.» (1809);
- «Galerie des hommes les plus célèbres de tous les siècles et de toutes les nations» (12 т., 1803—25),
- «Galerie Ginstiniani et la galerie Massias» (6 т., 1810).